# Andrej Gostiša
Andrej (Andrija) Gostiša, slovenski pravnik, * 13. november 1821, Črniče, † 16. maj 1875, Zagreb.
Na Univerzi na Dunaju je končal študij prava z doktoratom. Najprej je bil odvetnik, leta 1850 je postal suplent, 1851 pa redni profesor avstrijskega civilnega prava na Pravni fakulteti v Zagrebu.